# Nastri d'argento 2002
Els Nastri d'argento 2002 foren la 57a edició de l'entrega dels premis Nastro d'Argento (Cinta de plata) que va tenir lloc el 6 de juliol de 2002 al teatre grecoromà de Taormina. a la inauguració del Taormina Film Fest. Fou presentada per Serena Dandini.

## Guanyadors

### Millor director
- Marco Bellocchio - L'ora di religione
- Antonio Capuano - Luna rossa
- Cristina Comencini - Il più bel giorno della mia vita
- Giuseppe Piccioni - Luce dei miei occhi
- Silvio Soldini - Brucio nel vento

### Millor director novell
- Paolo Sorrentino - L'uomo in più
- Franco Angeli - La rentrée
- Vincenzo Marra - Tornando a casa
- Marco Ponti - Santa Maradona
- Andrea Porporati - Sole negli occhi

### Millor productor
- Domenico Procacci (Fandango) pel conjunt de la producció de l'any
- Albachiara - Brucio nel vento i Luce dei miei occhi
- Gianluca Arcopinto, Andrea Occhipinti i Amedeo Pagani - Incantesimo napoletano
- Marco Chimenz, Giovanni Stabilini i Riccardo Tozzi (Cattleya) pel conjunt de la producció de l'any
- Andrea De Liberato - Luna rossa

### Millor argument
- Marco Bellocchio - L'ora di religione
- Marco Bechis - Figli/Hijos
- Antonietta De Lillo - Non è giusto
- Andrea Garello e Gabriele Salvatores - Amnèsia
- Laura Sabatino - Ribelli per caso

### Millor guió
- Giulia Calenda, Cristina Comencini i Lucilla Schiaffino - Il più bel giorno della mia vita
- Marco Bellocchio - L'ora di religione
- Emanuele Crialese - Respiro
- Enzo D'Alò e Umberto Marino - Momo alla conquista del tempo
- Paolo Sorrentino - L'uomo in più

### Millor actor protagonista
- Sergio Castellitto - L'ora di religione
- Antonio Catania - Ribelli per caso
- Fabrizio Gifuni - Sole negli occhi
- Andrea Renzi i Toni Servillo - L'uomo in più
- Francesco Salvi - La rentrée

### Millor actriu protagonista
- Valeria Golino - Respiro
- Sonia Bergamasco - L'amore probabilmente
- Carolina Felline - Biuti Quin Olivia
- Licia Maglietta - Luna rossa
- Stefania Rocca - Casomai

### Millor actriu no protagonista
- Margherita Buy, Sandra Ceccarelli i Virna Lisi - Il più bel giorno della mia vita
- Rosalinda Celentano - Paz!
- Paola Cortellesi - Se fossi in te
- Piera Degli Esposti - L'ora di religione
- Iaia Forte - Tre mogli

### Millor actor no protagonista
- Leo Gullotta - Vajont
- Toni Bertorelli - L'ora di religione
- Gianni Cavina - Sole negli occhi
- Libero De Rienzo - Santa Maradona
- Claudio Santamaria - Paz!

### Millor banda sonora
- Edoardo Bennato - Il principe e il pirata
- Ezio Bosso - Ribelli per caso
- Pivio e Aldo De Scalzi - Casomai
- Luciano Ligabue - Da zero a dieci
- Lele Marchitelli - Alla rivoluzione sulla due cavalli

### Millor fotografia
- Luca Bigazzi - Brucio nel vento
- Arnaldo Catinari - Alla rivoluzione sulla due cavalli i Luce dei miei occhi
- Fabio Cianchetti - L'amore probabilmente i Figli/Hijos
- Blasco Giurato - Vajont
- Pasquale Mari - L'ora di religione

### Millor vestuari
- Alessandro Lai i Alberto Moretti - Senso '45
- Francesca Casciello i Valentina Taviani - Paz!
- Silvia Nebiolo - Brucio nel vento
- Metella Raboni - Luna rossa i Tre mogli
- Nicoletta Taranta - Il derviscio i Quartetto

### Millor escenografia
- Andrea Crisanti - Il consiglio d'Egitto
- Giancarlo Basili - Paz!
- Marco Dentici - L'ora di religione
- Paolo Petti - Luna rossa
- Gianni Silvestri - L'inverno

### Millor muntatge
- Francesca Calvelli - No Man's Land
- Osvaldo Bargero - Casomai
- Massimo Fiocchi - Amnèsia
- Giogiò Franchini - Luna rossa e L'uomo in più
- Angelo Nicolini - Da zero a dieci

### Millor so en directe
- Maurizio Argentieri - Casomai i L'ora di religione
- Bruno Pupparo - Il più bel giorno della mia vita
- Alessandro Rolla - Paz!
- Marco Tidu - Santa Maradona
- Remo Ugolinelli - Luce dei miei occhi

### Millor cançó
- Gianna Nannini - Momo alla conquista del tempo
- Edoardo Bennato - Il principe e il pirata
- Elisa per i brani Dancing i Heaven Out of Hell - Casomai
- Luciano Ligabue - Da zero a dieci
- Moni Ovadia - Iris - Un amore vero

### Millor pel·lícula estrangera
- Robert Altman - Gosford Park
- Ray Lawrence - Lantana
- Baz Luhrmann - Moulin Rouge!
- David Lynch - Mulholland Drive
- Mohsen Makhmalbaf - Safar-e Qandahār

### Menció especial
- curtmetratge Vernissage! de Stella Leonetti

### Nastro d'Argento especial
- Ferruccio Amendola (pòstum)

### Nastro d'Argento europeu
- Pedro Almodóvar – Hable con ella

### PremiGuglielmo Biraghi
- Adriano Giannini - Alla rivoluzione sulla due cavalli